# Внутрішній Східно-Австралійський басейн
Внутрішній Східно-Австралійський басейн — нафтогазоносний басейн на Центр. Австралійській рівнині. Центр видобутку — м. Мумба.

## Історія
Відкритий 1963, видобуток газу і конденсату — з 1970.

## Характеристика
Пл. 1,1 млн км². Початкові запаси нафти 30 млн т і 195 млрд м³ газу. Осн. родов. газу — Гіджілпа, Тірраварра, Мумба, Делла; нафти — Мурарі. Басейн приурочений до синеклізи. Продуктивні пісковики пермі на глиб. 1800-3800 м в антиклінальних зонах западини Купер.